# شمس (خواننده کویتی)
شمس بدر الدین (عربی: شمس بندر الاسلمی؛ زادهٔ ۲۸ آوریل ۱۹۸۰) خواننده سعودی کویتی است. نام هنری وی شمس است و بعضاً از او با نام شمس الکویتیه نیز یاد می‌شود.

## زندگی شخصی
شمس در شهر حفر الباطن، عربستان سعودی به دنیا آمد و در کویت بزرگ شد.

### جنجال‌ها
همواره جنجال‌هایی پیرامون اصل و نسب واقعی او وجود داشته است، [نیازمند منبع] در حالی که او ادعای داشتن اصالتی عرب بدوی می‌کند، مصاحبه‌های قدیمی‌تر او را به عنوان "شمس البهبهانی" معرفی کرده‌اند. این مسئله در کشورهای عربی حوزه خلیج فارس رایج است، جایی که بسیاری از خانواده‌های ایرانی تبار (مانند اکثریت سنی مذهب لارستانی‌ها) تلاش کرده‌اند ریشه‌ها یا نام‌های خود را پنهان یا تغییر دهند. این موضوع حتی شامل خانواده‌های سلطنتی در حوزه خلیج فارس نیز می‌شود.
در سال ۲۰۱۹، او روابط خود را با فرهنگ محافظه‌کار عرب و خلیجی قطع کرد و اظهار داشت: خواننده شمس به شدت به کسانی که او را به خاطر پوشیدن شلوارک مورد انتقاد قرار دادند، حمله کرد و طبق سایت (ع) تأیید کرد که زیر آن شلوار لگینگ پوشیده بود. این کلیپ به نام «حب ناقص» (عشق ناقص) با اشعاری از شاعر سعودی الوسام و آهنگی از باسل العزیز، آهنگساز عراقی است که نقش مدل را نیز در کنار او ایفا کرده است.
او اضافه کرد: «اگر کسی احساس می‌کند که من برایش ناراحتی عصبی ایجاد کرده‌ام، بهتر است مرا دنبال نکند و روح خود را اذیت نکند. افراد زیادی هستند که دوست دارند مرا ببینند و شبیه من هستند. هنری که ارائه می‌دهم برای کسانی است که... شبیه من هستند.»
او گفت: «حجاب مسئله‌ای نسبی است. برخی معتقدند که حتی نشان دادن چشم‌های زن می‌تواند به اخلاقیات آن‌ها آسیب بزند. برخی دیگر، زنی بدون نقاب را 'بی‌اخلاق' می‌دانند و برخی نیز پوشیدن شلوارک را کاملاً عادی می‌پندارند.»
شمس تأکید کرد: «من نماینده هیچ کشوری نیستم» و افزود: «من شمس هستم، از فضای بیرونی آمده‌ام و نماینده هیچ کشوری نیستم. این را می‌گویم تا هیچ‌کس از من ناراحت نشود، به‌ویژه که نیمی از من سعودی و نیمی کویتی است. نمی‌خواهم کسی بگوید، "تو از خلیج هستی و نمی‌توانی این کار یا آن کار را انجام دهی." نه عزیزم، این هنر متعلق به من است و من فقط نماینده خودم هستم، نه هیچ شخص دیگری.»

## آثار

### آلبوم‌ها
- ۲۰۰۰: حبیب الورد (ترجمه فارسی:عشق گل)
- ۲۰۰۲: سبع مرآت (ترجمه فارسی:هفت بار)
- ۲۰۰۵: مظاهره نسائیه (ترجمه فارسی:تظاهرات زنانه)
- ۲۰۰۷: شمس ۲۰۰۷ (ترجمه فارسی:شمس/خورشید)
- ۲۰۱۰: جلسات شمس (ترجمه فارسی: جلسه‌های شمس)
- ۲۰۱۲: صباحک خیر (ترجمه فارسی:صبحت بخیر)
- ۲۰۱۷: شقیت ثوبی (ترجمه فارسی:لباسم را پاره کردم).[۶]

### ویدیو کلیپ
| نام ترانه          | کارگردان          | شرکت تولیدکننده   | ترجمه فارسی         |
| ------------------ | ----------------- | ----------------- | ------------------- |
| سبع مرات           | عادل الخضر        | ریناد             |                     |
| هذا الکلام         | محمد العجمی       | ریناد             | این گفتار           |
| کبر راسک           | میرنا خیاط        | ریناد             | کبر سرت             |
| مظاهره نسائیه      | میرنا خیاط        | روتانا            | تظاهرات زنانه       |
| عین فراش           | میرنا خیاط        | روتانا            |                     |
| تاتاه              | یحیی سعاده        | سیربرایز برودکشن  |                     |
| وش صایر            | اولیفر عجیل       | سیربرایز برودکشن  | چی شده              |
| میلیون             | فادی حداد         | سیربرایز برودکشن  | میلیون              |
| لوحه معقده         | ستیفان لیوناردو   | سیربرایز برودکشن  | فهرست پیچیده        |
| غمضت عینیک         | ستیفان لیوناردو   | سیربرایز برودکشن  | چشمانت چشمک زد      |
| اهلا ازیک          | کوستای            | سیربرایز برودکشن  | اهلا چطوری          |
| خبروهم             | جمیل جمیل المغازی | مزیکا             | خبرشون کن           |
| ملک                | فادی حداد         | مزیکا             | پادشاه              |
| حب ناقص            | جمیل جمیل المغازی | مزیکا             | عشق ناقص            |
| اشطح               | جمیل جمیل المغازی | مزیکا             | برقص                |
| ۲۴ساعه             | جمیل جمیل المغازی | مزیکا             | ۲۴ ساعت             |
| دین ابوکم اسمه ایه | جمیل جمیل المغازی | مزیکا             | دین پدرتان اسمش چیه |
| سند ظهری           | فادی حداد         | لایف ستایل ستدیوز | پشتیبان             |
| زهقانه ملیت        | فادی حداد         | کوانستی برودکشن   | خسته شدم            |